# Vítězslav Nezval

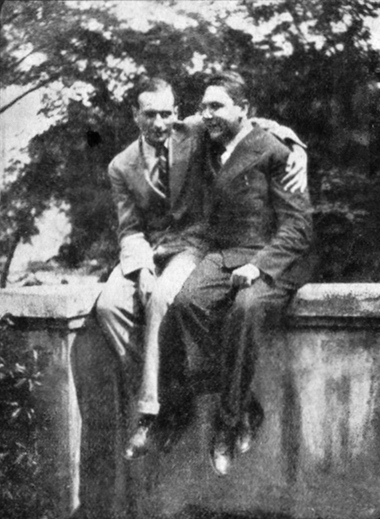
Nezval et Philippe Soupault (à gauche)

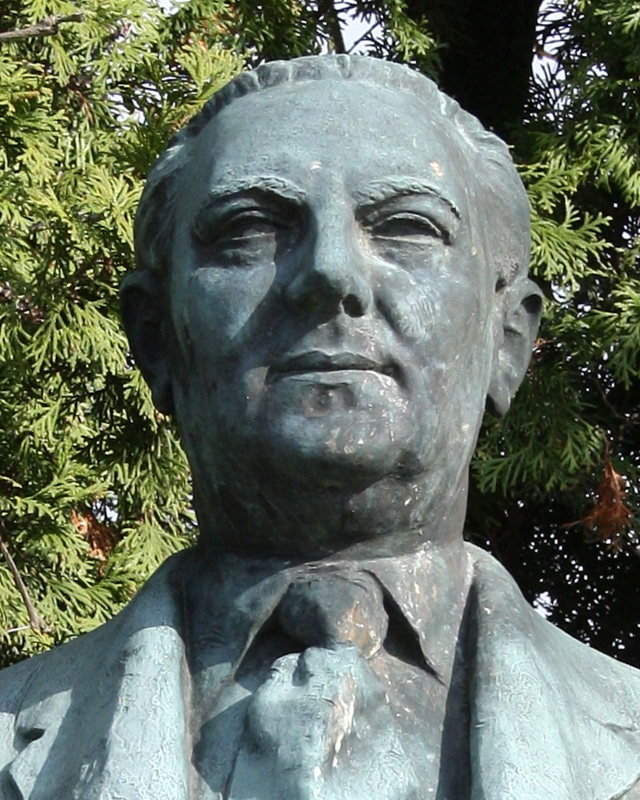
Buste de Vítězslav Nezval, Dalešice

Vítězslav Nezval, né le 26 mai 1900 à Biskoupky, près de Brno, et mort à Prague le 6 avril 1958, est un poète, cofondateur du « poétisme » au sein du mouvement artistique Devětsil, romancier, essayiste et journaliste tchécoslovaque.

## Biographie
Vítězslav Nezval commence sa scolarité à l'école primaire de Šamikovice où son père, instituteur, était affecté. En 1911, il entre au lycée de Třebíč. Il est bachelier en 1919.
Il s'inscrit tout d'abord à la Faculté de droit à Brno, puis, au printemps 1920, change d'orientation et entre à la faculté de lettres à l'université Charles IV à Prague.
À l'automne 1922 paraît son premier recueil de poème Most (Le Pont), puis Pantomima en 1924. Cette même année, il adhère au Parti communiste tchécoslovaque et obtient un poste de secrétaire de rédaction d'un dictionnaire encyclopédique. Il occupe ce poste jusqu'à l'été 1925 quand il décide alors de devenir écrivain à part entière.
De 1923 à 1929, Nezval s'impose comme le chef de file du « poétisme », courant littéraire qu’il anime avec l’écrivain Karel Teige, « réceptif aux progrès de la civilisation de l'après-guerre, [qui] puise dans le foisonnement d'idées et de visions sur la société future inspiré du Marxisme et de la Révolution russe d'octobre. »
En 1927, Nezval publie un triptyque, Akrobat, texte dans lequel il cherche à « planter la rose rouge de l'Europe aux côtés de la rose jaune d'Asie, en signe du sourire que s'adressent les deux continents, afin de guérir l'homme mutilé par l'exploitation économique et par les régimes dictatoriaux.
À partir de 1929, il multiplie les publications poétiques, romanesques comme Kronika z konce tisíciletí (Chronique de la fin du millénaire) inspirée par ses souvenirs d'enfance et d'adolescence ou Jak vejce vejci (Comme deux gouttes d’eau), roman dont l’action est un tissu de hasards, de rencontres fortuites et autres péripéties, échappant à toute logique, et dramatiques à destination du théâtre d'avant-garde comme Koktajly.
En mai 1933, Nezval se rend à Paris où il rencontre André Breton. Avant de retourner en Tchécoslovaquie, il passe par Monaco et l'Italie qui lui inspirent une nouvelle, Monako et un recueil de poèmes, Sbohem a šáteček (Adieu, agite le petit mouchoir).
En mars 1934, à Prague, avec Karel Teige, et les peintres Jindřich Štyrský et Toyen, il fonde le premier groupe surréaliste tchécoslovaque et l'année suivante, il invite Breton et Paul Éluard à donner une série de conférences. Il réunit certains textes de Breton dans un recueil intitulé Co je surrealismus? (Qu’est-ce que le surréalisme ?)
En mai 1934, il participe au premier Congrès des écrivains soviétiques à Moscou. Il reste cinq semaines en URSS et en rapporte le récit Neviditelná Moskva (Le Moscou invisible).
Nezval revient à Paris en juin 1935 pour le Premier Congrès international des écrivains pour la défense de la culture. Il racontera l'année suivante le souvenir de ces journées passées à Paris sous le double digne de l'émerveillement et de la mort dans le récit Rue Gît-le-Coeur.  En 1936, il publie Řetěz štěstí (La Chaîne du bonheur) inspiré du récit Nadja d'A. Breton. Il écrit des poèmes surréalistes comme Žena v množném čísle (La Femme au pluriel) et Absolutní hrobař (Le Fossoyeur absolu) où il tente de « saisir, dans le subconscient et le surréel, le secret de l'expression poétique. »
À la manière de François Villon, il écrit une série de ballades et sonnets autour de « l'éternel étudiant Robert David », personnage imaginaire inspiré de ses années de facultés.
Pour cause de divergences politiques, le groupe surréaliste tchèque se dissout en mars 1938.
En 1939, il commence un Tableau historique (Historický obraz), en trois parties, dont la première subira une censure partielle en 1940. Puis, en 1941, ces œuvres sont interdites de diffusion mais, bien que sur liste noire, V. Nezval refuse de quitter la Tchécoslovaquie. Il est arrêté en septembre 1944 et incarcéré jusqu'en mai 1945.
Il publie un long poème Veliký orloj (La Grande horloge astronomique) qui retrace l’atmosphère de l’occupation nazie et les espoirs suscités par la résistance et la libération par l’Armée rouge en 1945.
Après le « Coup de Prague » de 1948, V. Nezval se rapproche des autorités officielles. Il est nommé directeur du Département de l’art cinématographie au sein du nouveau ministère de l’Information et de la Culture, poste qu’il occupe jusqu’en 1951. Il publie des Cantiques à la Paix et des Odes à Staline.
Avec le poème Zpěv míru (Chant de la paix), il obtient la médaille d’or du Conseil mondial de la paix et, le 6 juin 1953, il reçoit le titre d’ « artiste national ».
En mai 1956, à Paris, le Théâtre Sarah-Bernhardt présente Dnes ještě zapadá slunce nad Atlantidou (Le Soleil se couche encore ce soir sur l’Atlantide), texte dramatique qui illustre la lutte de l’humanité pour la paix et contre la destruction atomique.
Vítězslav Nezval meurt avant d’avoir achevé son autobiographie. Il est enterré au cimetière de Vyšehrad à Prague.

## Œuvres
- Most (Le Pont), 1922, poèmes
- Pantomima, 1924, poèmes
- Falešný mariáš (La Fausse belote), 1924, recueil d'essais sur la poésie, le cinéma et les beaux-arts
- Menší růžová zahrada (Un modeste jardin de roses), 1926, poèmes
- Básně na pohlednice (Poèmes pour cartes postales), 1926
- Diabolo, 1926
- Nápisy na hroby (Inscriptions tombales), 1926
- Karneval (Carnaval), 1926, nouvelle romanesque
- Akrobat, 1927
- Manifesty poetismu (Manifestes du poétisme), 1928, en collaboration avec Karel Teige
- Kronika z konce tisíciletí (Chronique de la fin du millénaire),1929
- Básně noci (Poèmes de la nuit), 1930
- Posedlost (Acharnement), 1930
- Dolce far niente, 1931
- Koktajly, pièce en vers
- Schovávaná na schodech (Cache-cache dans l’escalier), pièce en prose
- Milenci z kiosku (Les Amants du kiosque)
- Depeše na kolečkách (Une dépêche sur roulettes), vaudeville
- Skleněný havelok (Pélerine de verre), 1932, poèmes
- Pět prstů (Les Cinq doigts), 1932, poèmes
- Jak vejce vejci (Comme deux gouttes d’eau), 1933, roman
- Zpáteční lístek (Un billet de retour) 1933
- Monako, 1933, nouvelle
- Sbohem a šáteček (Adieu, agite le petit mouchoir), 1933, poèmes
- Neviditelná Moskva (Le Moscou invisible), 1935
- Řetěz štěstí (La Chaîne du bonheur) 1936, récit
- Žena v množném čísle (La Femme au pluriel), 1936
- Ulice Gît-le-cœur (Rue Gît-le-Cœur), 1936, récit
- Praha s prsty deště, 1936, poèmes, publié sous le titre Prague aux doigts de pluie, aux Éditeurs français réunis, Paris, 1960 (traduction de François Kérel, préface de Philippe Soupault)
- 52 hořkých balad věčného studenta Roberta Davida (52 ballades amères de l’éternel étudiant Robert David), 1936
- Anti-lyrique, Éditions surréalistes, Paris, 1936, adaptation de Benjamin Péret
- 100 sonetů zachránkyni věčného studenta Roberta Davida (100 sonnets à celle qui a sauvé l’éternel étudiant Robert David), 1937
- Absolutní hrobař (Le Fossoyeur absolu), 1937
- 70 básní z podsvětí na rozloučenou se stínem věčného studenta Roberta Davida (70 poèmes des enfers, en guise d’adieu à l’ombre de l’éternel étudiant Robert David), 1938
- Pražský chodec (Le Piéton de Prague), 1938, journal
- Matka naděje (Mère Espoir), 1938, poème
- Loretka (La Lorette), 1941, poème
- Manon Lescaut de l’abbé Prévost, traduction et adaptation pour le théâtre, 1941
- Historický obraz (Tableau historique), 1945
- Veliký orloj (La Grande horloge astronomique), 1945
- Balady Manoně (Les Ballades à Manon), 1945, recueil des poèmes écrits en 1939 et 1940
- Valérie a týden divů (Valérie et la semaine des merveilles), 1945, roman noir commencé en 1935
- Zpěv míru (Chant de la paix), 1950, poème
- Z domoviny (De mon terroir), 1951
- Křídla (Les Ailes), 1952, poèmes
- Chrpy a města (Des bleuets et des villes), 1955
- Dnes ještě zapadá slunce nad Atlantidou (Le Soleil se couche encore ce soir sur l’Atlantide), 1956, texte dramatique

## Traductions en français
- Antilyrique, traduit par Benjamin Péret, Paris, G.L.M., 1936
- Le Chant de la Paix, traduit par François Kérel, préface de Paul Eluard, Paris, Seghers, 1954
- Poèmes choisis, choix présenté par Jean Marcenac, Paris, Seghers,1954. Réédition Robert Laffont, Paris, 1992
- Prague aux doigts de pluie (Praha s prsty deště), et autres poèmes, 1919-1955, traduit du tchèque par François Kérel, préface de Philippe Soupault, Paris, Éditeurs français réunis, 1960
- Valérie ou la semaine des merveilles, roman noir traduit par Milena Braud et Jean Rousselot, préface de Petr Kral, Paris, Robert Laffont,  1984. Réédition 2007
- Rue Gît-le-Coeur, 1936, récit traduit du tchèque par Katia Krivanek, préface de Bernard Noël, Paris, éditions de l'Aube, 1988
- Nocturne sexuel, avec 11 collages de Jindrich Styrsky, traduit du tchèque par Helena Staub, Sauve, Clémence-Hiver, 1992

## Adaptations cinématographiques
- 1929 : Séduction (Erotikon) de Gustav Machatý
- Valérie au pays des merveilles

## Hommages
- (8143) Nezval, astéroïde

## Biographie
- Adam Biro et René Passeron, Dictionnaire du surréalisme et de ses environs, Office du livre, Fribourg, Suisse, et Presses universitaires de France, Paris, 1982, notice p. 300.
- Notice biographique, in Poèmes choisis, op. cit., pages 85 à 93.  : source utilisée pour la rédaction de cet article
- Le Cas Nezval, in Cahiers de l’Est no 15, Paris, 1979.